# ناحیه امو، شهرستان کاتن‌وود، مینه‌سوتا
شهرستان امو، بخش کاتن‌وود، مینه‌سوتا (به انگلیسی: Amo Township, Cottonwood County, Minnesota) یک منطقهٔ مسکونی در ایالات متحده آمریکا است که در مینه‌سوتا واقع شده‌است.

## خصوصیات
شهرستان امو ۹۲٫۸ کیلومترمربع مساحت و ۱۳۲ نفر جمعیت دارد و ۴۴۱ متر بالاتر از سطح دریا واقع شده‌است.